# Острів Болько
Болько (пол. Wyspa Bolko, нім. Bolko-Insel) — острів на Одрі, з 1954 року входить до складу Ополе.

## Назва
Згадується ще 1213 року як нім. Kampe або пол. kępa (малий острів). З XIV століття польською називався «Болько», на честь князя Болеслава I Опольського, який правив містом Ополе у 1281—1313 роках. З 1888 року і далі на німецьких мапах позначений як нім. Bolko-Insel.
Після переходу сілезьких земель до Польщі, з 1945 по 2004 рік острів офіційно звався «Больківська кемпа» пол. Bolkowska Kępa, але назва була забута на користь «Острів Болько», що стала офіційною після міського голосування 2004 року.

## Історія
Князь Болеслав I Опольський 21 березня 1313 року подарував монахам з францисканського монастиря, розташованого на острові біля Нової Всі-Крулевської, став і прилеглий до нього дубовий ліс. Вперше позначений на карті Ополя 1811 року між двома руслами Одри як «Ліс Міноритів» на острові Polko, оскільки орден францисканців-міноритів володів тут маєтком. 1825 року на мапі острова додаються протиповеневі вали, а 1883 року маєток було розширено, з'явилися нові дороги та цегельний завод. Північно-західну і центральну частину острова займали орні землі, а на решті зберігся дубовий ліс.
В середині XIX століття, з виникненням моди відпочинку на природі, острів набув популярності як місце прогулянок ополян. За відсутністю мостів вони переправлялися на острів човнами. На початку XX століття на острові все ще було кілька полів і дубовий ліс.
27 жовтня 1910 року Рада Ополя вирішила створити міський парк (нім. Volkspark). Проєкт виконав головний садівник Ополя Андреас Ульріх, він же в 1911—1912 роках керував його розбудовою. На острові висаджено близько 12000 дерев і кущів, завдяки створенню системи каналів і шлюзів осушено заболочену територію й створено два відомих сьогодні озера, що раніше були глиняними кар'єрами. 8 червня 1913 року парк було відкрито для загального користування.
1912 року на острові засновано невеликий звіринець, де гуляли козулі, лані, павичі та фазани. 1937 року цей приватний звіринець площею 1,5 га був придбаний містом і став прообразом майбутнього зоопарку.
1930 року збудовано пішохідний сталевий міст через Одру, що з'єднав Болько з островом Пасєка. Під час Другої світової війни його було зруйновано, тривалий час до острова можна було дістатися лише поромною переправою та понтонним мостом, аж поки 1960 року не з'явився міст, що експлуатується дотепер.

## Сучасність
Сьогодні на Болько є Опольський зоопарк, Міський парк, багато пішохідних і велосипедних доріжок, кілька ставків і каналів. Існує також місце зустрічі опольської молоді, що зветься «Поляною». Острів є місцем проведення численних спортивних міських змагань. Болько обмежений на півночі та сході річкою Одра, на заході — одрським протиповеневим каналом Ульгі і на північному заході — залишками Віньського каналу. Туди можна потрапити пішохідно-велосипедним мостом ім. Ірени Сендлерової через річку Одра (від острова Пасєка), пішохідним мостом ім. Великого оркестру святкової допомоги через Віньський канал (від парка 800-річчя Ополя) або вулицею Парковою, що проходить уздовж набережної біля каналу. Формально Болько лишається частиною Нової Всі-Крулевської (що відображено в довоєнній назві цього району), а його південна частина лежить за межами адміністративних кордонів Ополя після завершення будівництва каналу Ульгі, що має дещо інше русло, ніж колишня межа міста — Віньський канал. Після зникнення частини Віньського каналу, Болько перестав бути справжнім островом, оскільки до нього можна потрапити суходолом.

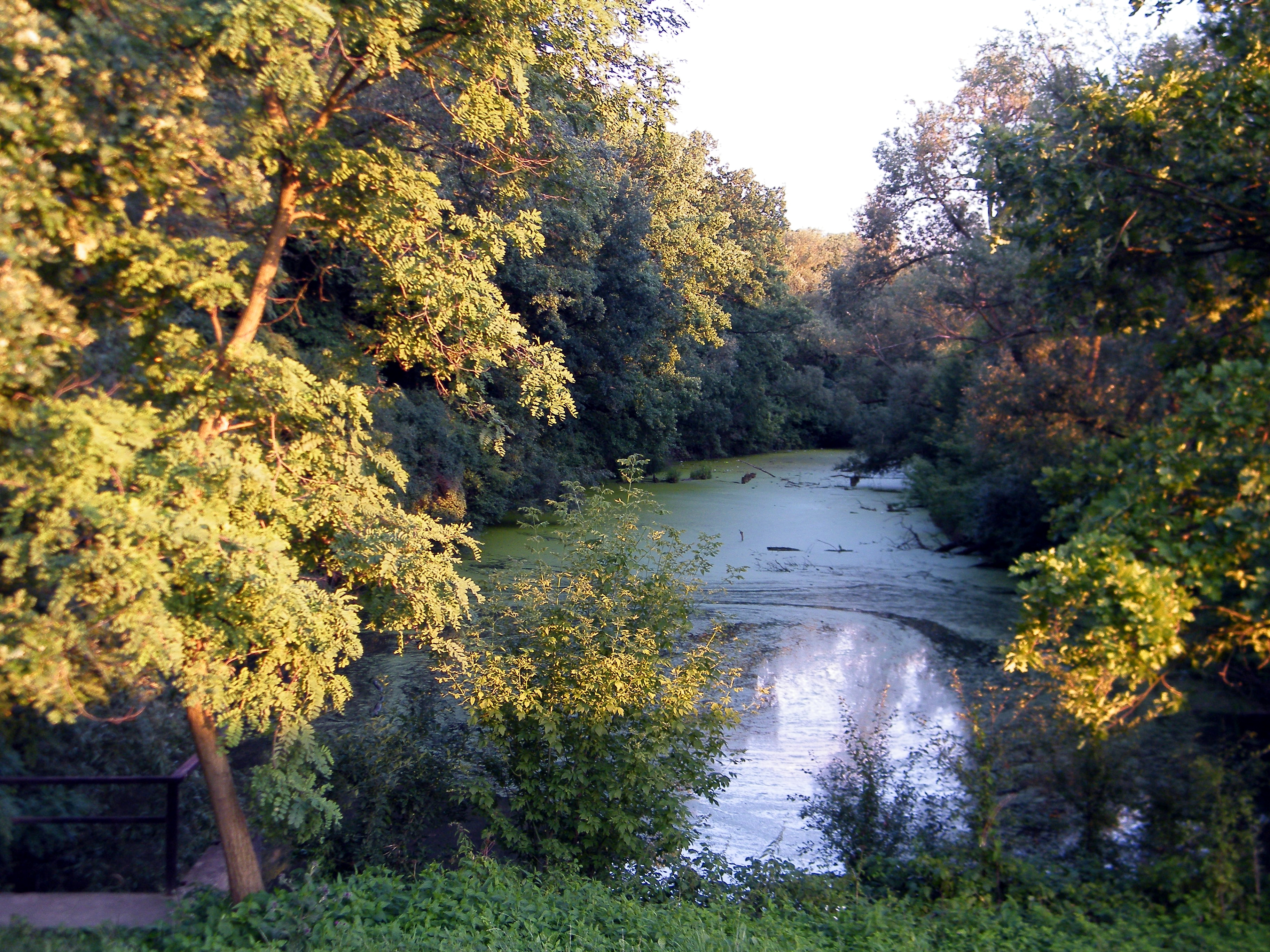
Віньський канал на острові Болько
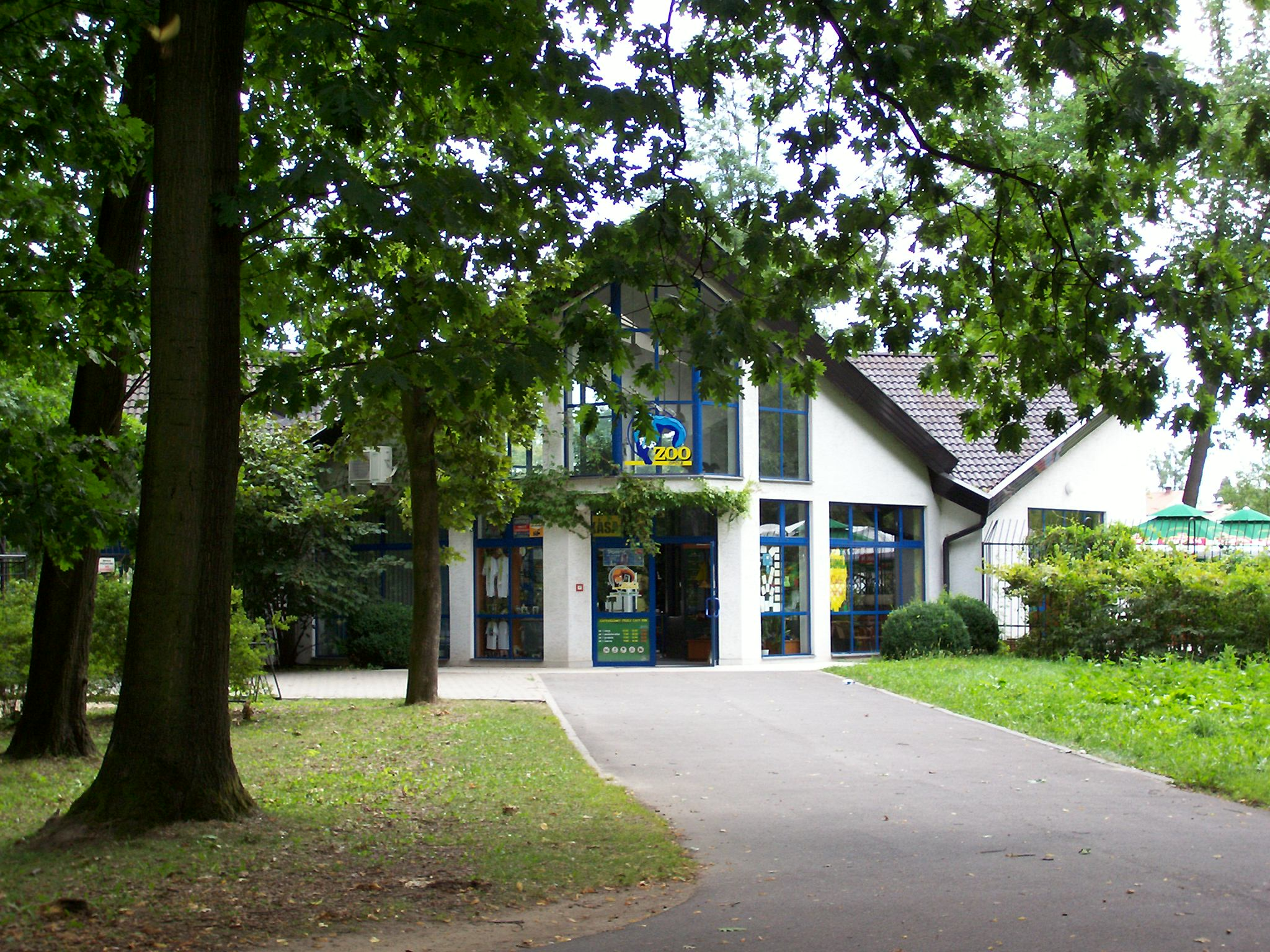
Опольський зоопарк
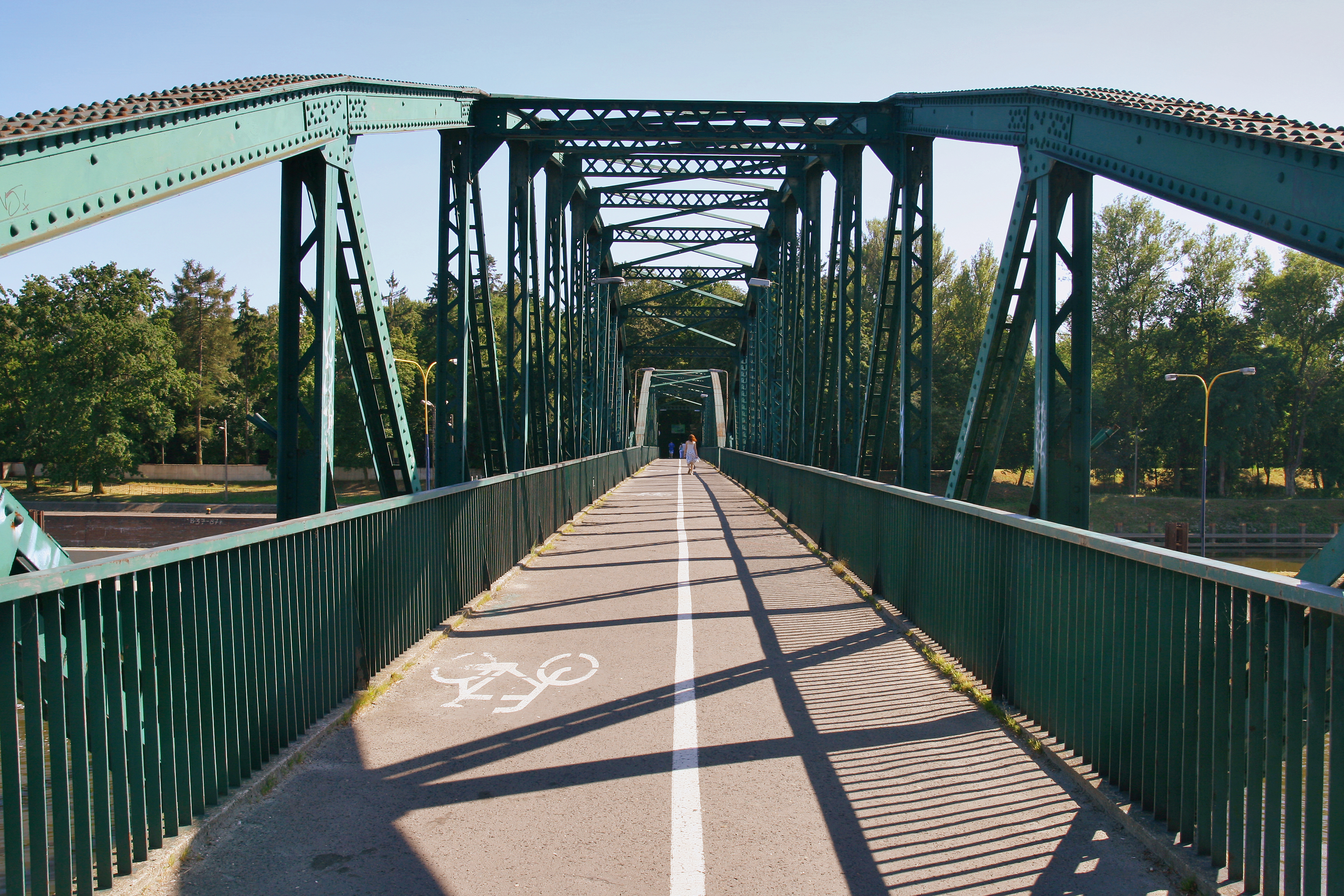
Міст ім. Ірени Сендлерової з о.Пасєка на о.Болько
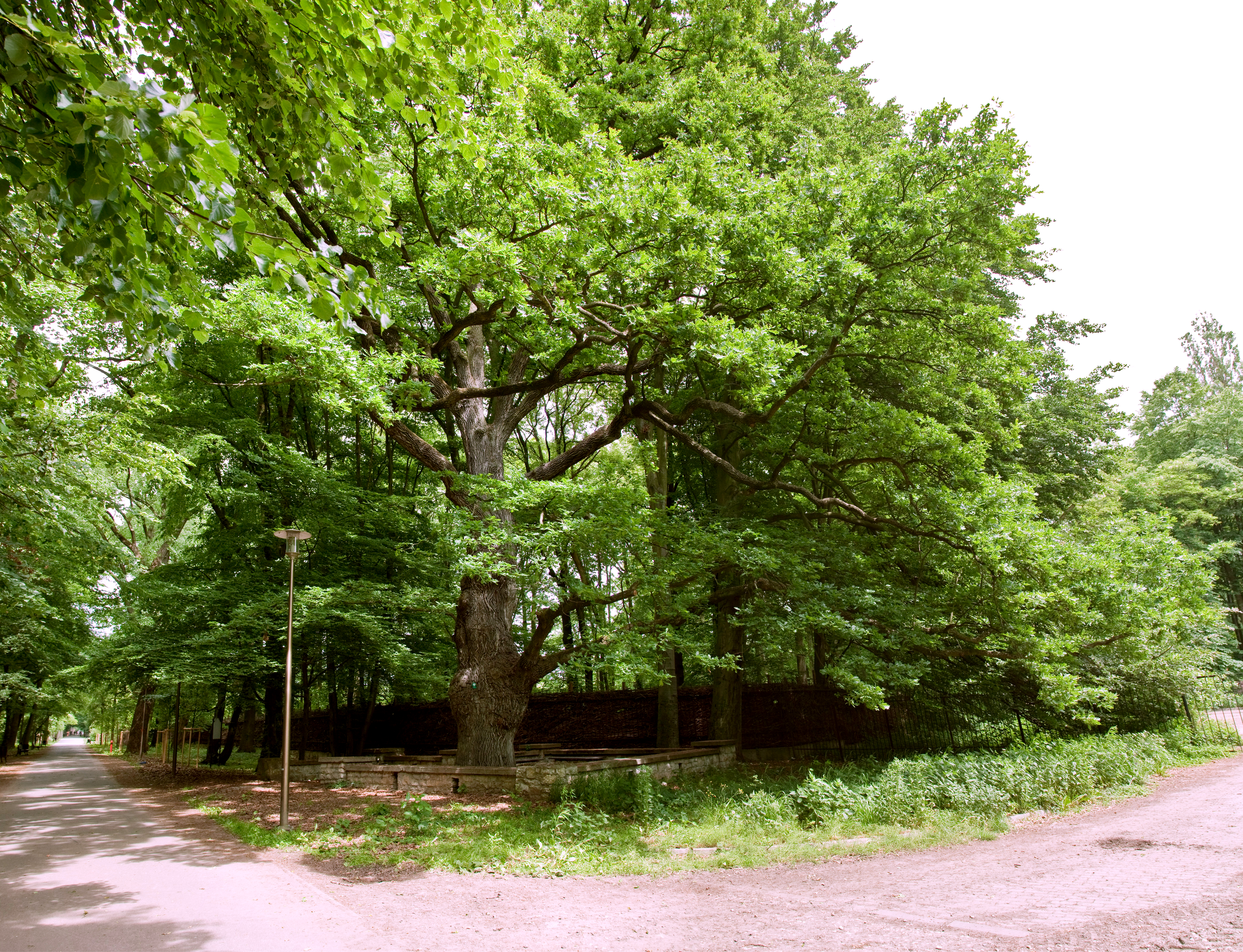
П'ястовський дуб
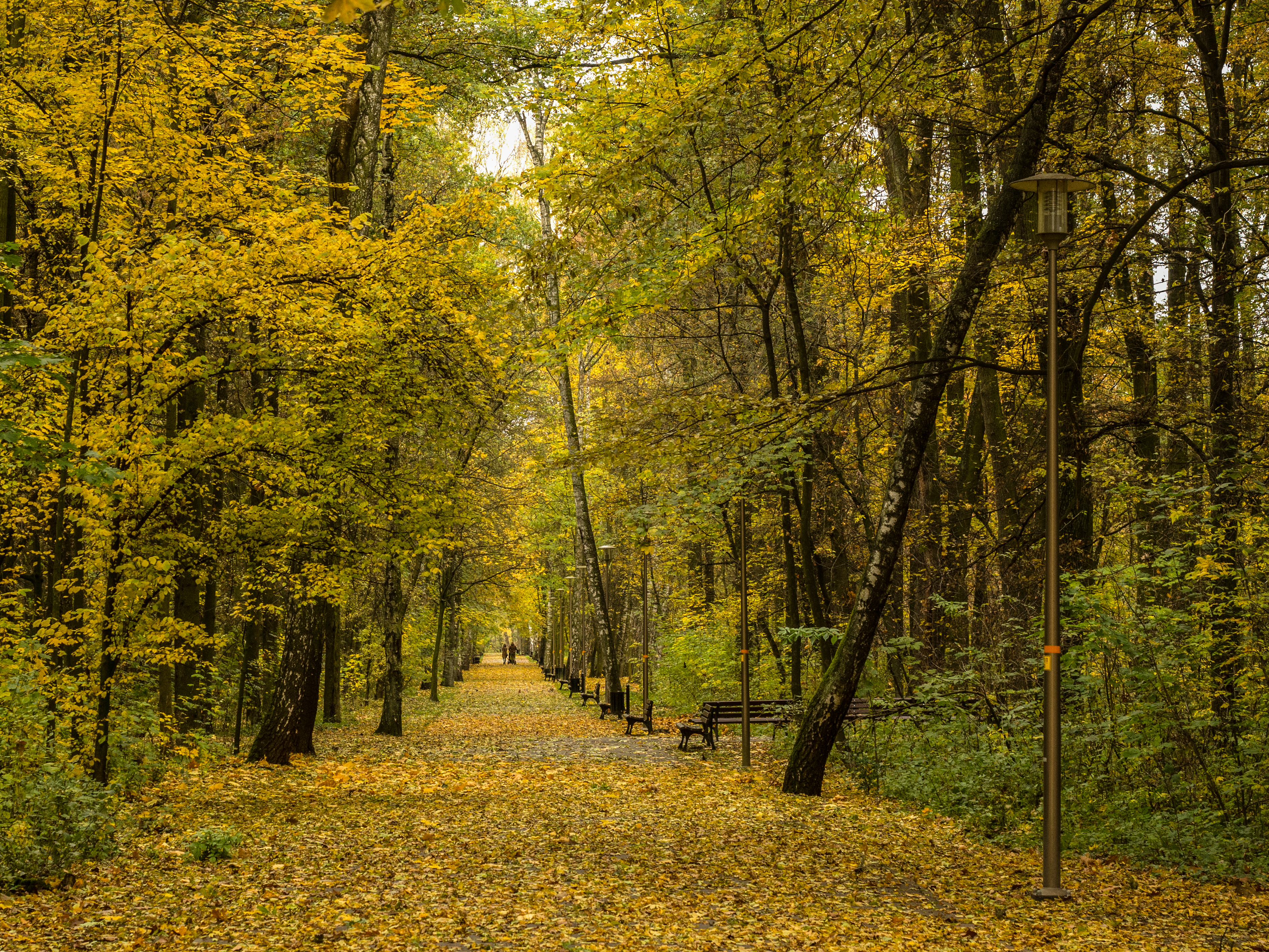
Алеї міського парку
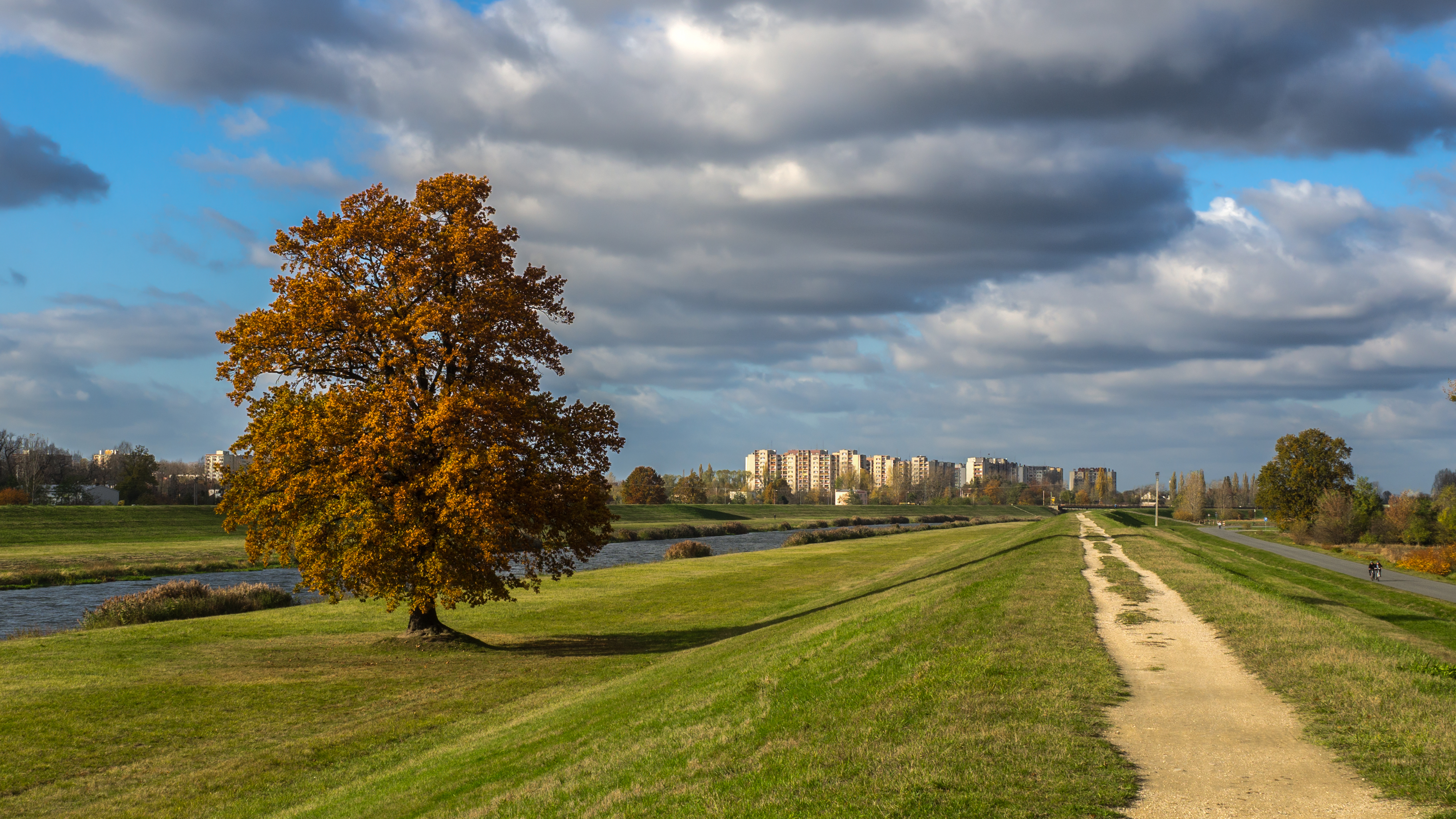
Стежка вздовж каналу Ульгі